# Zoukou (Zogbodomey)
Zoukou  ist ein Arrondissement im Departement Zou im westafrikanischen Staat Benin. Es ist eine Verwaltungseinheit, die der Gerichtsbarkeit der Kommune Zogbodomey untersteht.

## Demografie und Verwaltung
Gemäß der Volkszählung 2013 des beninischen Statistikamtes INSAE hatte das Arrondissement 7315 Einwohner, davon waren 3559 männlich und 3756 weiblich.
Von den 80 Dörfern und Quartieren der Kommune Zogbodomey entfallen sechs auf Zoukou:
1. Agrimey
2. Bognongnon
3. Dohouè
4. Hlanhonou
5. Koto
6. Zoukou